# Labatut (Ariège)
Labatut (okzitanisch L'Abatut) ist eine französische Gemeinde mit 177 Einwohnern (Stand 1. Januar 2022) im Département Ariège in der Region Okzitanien. Sie gehört zum Kanton Portes d’Ariège und zum Arrondissement Pamiers.

## Geographie
Das Gemeindegebiet wird vom Flüsschen Jade und seinem Zufluss Aure de Canté durchquert.
Nachbargemeinden sind Lissac im Nordwesten, Cintegabelle im Nordosten, Canté im Südosten und Gaillac-Toulza im Südwesten.

## Bevölkerungsentwicklung
| Jahr                       | 1962 | 1968 | 1975 | 1982 | 1990 | 1999 | 2008 | 2016 |
| -------------------------- | ---- | ---- | ---- | ---- | ---- | ---- | ---- | ---- |
| Einwohner                  | 88   | 109  | 84   | 81   | 80   | 79   | 128  | 175  |
| Quellen: Cassini und INSEE |      |      |      |      |      |      |      |      |